# Telecomunicaciones de Corea del Sur
Las telecomunicaciones de Corea del Sur mejoraron drásticamente en el período de 1980 con la asistencia de asociados extranjeros y como resultado del desarrollo de la industria electrónica. El número de teléfonos en uso en 1987 alcanzó los 9,2 millones, un aumento considerable con respecto a 1980, cuando había 2,8 millones de abonados (que, a su vez, era cuatro veces el número de abonados en 1972).
La radio, y en años más recientes la televisión, llegaron prácticamente a todos los residentes. En 1945 había alrededor de 60.000 aparatos de radio en el país. Para 1987 había aproximadamente 42 millones de receptores de radio en uso, y más de 100 estaciones de radio estaban transmitiendo. Las radios y los aparatos de televisión a transistores han llegado a las zonas rurales más remotas. Los aparatos de televisión, que ahora se producen en masa en Corea del Sur, se han vuelto mucho más baratos; la mayoría de los habitantes de las ciudades y un número importante de familias rurales poseen o tienen acceso a un televisor. La propiedad de los aparatos de televisión pasó de 25.000 aparatos cuando se inició la radiodifusión en 1961 a unos 8,6 millones de aparatos en 1987, y más de 250 estaciones de televisión estaban transmitiendo.

## Teléfono
- Principales líneas en uso: 26,6 millones (2004)
- Teléfonos móviles:58.0 millones
- Sistema telefónico:
  - Evaluación general: excelentes servicios nacionales e internacionales
  - Doméstico: NA
  - Internacional: código de país - 82; 10 cables submarinos de fibra óptica - 1 Corea-Rusia-Japón, 1 Corea-Japón-Hong Kong, 3 Corea-Japón-China, 1 Corea-Japón-China-Europa, 1 Corea-Japón-China-EE. UU.-Taiwán, 1 Corea-Japón-China, 1 Corea-Japón-Hong Kong-Taiwán, 1 Corea-Japón; estaciones terrenas de satélite - 3 Intelsat. (1 Océano Pacífico y 2 Océano Índico) y 3 Inmarsat (1 Océano Pacífico y 2 Océano Índico)

## Televisión
Corea del Sur tiene bastantes estaciones de radiodifusión: 43 estaciones terrestres; 59 operadores de cable y 190 operadores de cable de retransmisión. Además, tiene seis canales nacionales de televisión terrestre de cuatro emisoras: KBS 1TV, KBS 2TV, MBC TV, SBS TV, EBS 1TV y EBS 2TV. Todos los canales terrestres son digitales (ATSC) desde enero de 2013.
A partir de noviembre de 2011, hay cuatro canales generalistas disponibles en televisión por cable; JTBC, Channel A, TV Chosun, y Red de difusión de Maeil.

## Internet
- Internet Host 7,4 millones.
- Usuarios de Internet: 43,9 millones

- Código de país (Dominio de nivel superior): .kr

### La tecnología de la información y el desarrollo de la banda ancha
Hoy en día, Corea del Sur tiene el mayor número de usuarios de banda ancha.  El rápido crecimiento del mercado coreano de la banda ancha fue el resultado de una combinación de presiones del gobierno y factores del mercado.  El gobierno se dedicó a promover la privatización y la desregulación en general, y el sector de la tecnología de la información (TI) no fue una excepción.
El gobierno implementó reformas estructurales en julio de 1990.  Desde mediados de los años noventa, el Ministerio de Información y Comunicaciones ha aplicado una política de infraestructura de telecomunicaciones de alta velocidad como base para construir una "sociedad basada en el conocimiento". En el sector de las telecomunicaciones, se permitió la competencia de manera gradual y, en el mercado de los servicios de valor añadido, se permitió la plena competencia.  En marzo de 1995 se estableció la Infraestructura de Información de Corea (KII).  El objetivo de la KII era hacer avanzar la infraestructura de TI del país.  En agosto de 1995 se promulgó la Ley marco de promoción de la información.
El país experimentó entonces una crisis económica en 1997 con el resto de la región.  Durante las reformas económicas que se aplicaron después de la crisis financiera, el sector de la tecnología de la información (TI) fue uno de los varios a los que se dirigió y que se consideró un factor importante para la recuperación de la economía de la nación.  En 1999, el Gobierno puso en marcha el programa conocido como Cyber Korea 21, que tenía por objeto acelerar el desarrollo de la tecnología de la información.
En 1999, el Gobierno concedió 77 millones de dólares de los EE. UU. en préstamos con tasas preferenciales a los proveedores de servicios de instalaciones (FSP).  En 2000, se proporcionaron otros 77 millones de dólares de los EE. UU. en préstamos para zonas suburbanas, ciudades y pueblos pequeños y zonas industriales regionales.  Otros 926 millones de dólares se proporcionaron hasta 2005 para suministrar banda ancha a las zonas rurales.
En consonancia con la financiación de sus inversiones, el Gobierno aplicó diversas políticas destinadas a aumentar el uso de Internet entre la población en general.  El Gobierno impartió lecciones de "alfabetización en Internet" a amas de casa, ancianos, personal militar y agricultores.  En junio de 2000, el gobierno puso en marcha lo que se conoció como el proyecto "Educación de diez millones de personas en la Internet", cuyo propósito era impartir educación en la Internet a diez millones de personas.
El número de abonados a la banda ancha en Corea alcanzó los 10 millones en octubre de 2002, con cerca del 70% de los 14,3 millones de hogares conectados a una velocidad superior a 2 Mbit/s.
En 2002, había seis operadores que prestaban servicios de banda ancha en Corea.  El líder de la cuota de mercado era Korea Telecom (KT), con una cuota de mercado de aproximadamente el 45,8% (4,5 millones de abonados), seguido de Hanaro Telecom con aproximadamente el 28,6% del mercado y Thrunet con aproximadamente el 13,1%. del mercado.  En cuanto a la tecnología, KT utiliza principalmente la línea de abonado digital (DSL).  Hanaro utiliza una mezcla de cable y DSL.  El servicio de Thrunet se presta principalmente a través de un módem de cable.
A finales de junio de 2011, los suscriptores de Voz sobre el Protocolo de Internet (VoIP) alcanzan los 10,1 millones o alrededor del 20 por ciento de la población de Corea del Sur.